# فرودگاه اربوگا
فرودگاه اربوگا (به انگلیسی: Arboga Airport) یک فرودگاه همگانی است که یک باند فرود آسفالت دارد و طول باند آن ۲۰۰۰ متر است. این فرودگاه در شهر اربوگا کشور سوئد قرار دارد و در ارتفاع ۱۰ متری از سطح دریا واقع شده‌است.